# Leptothorax retusispinosus
Leptothorax retusispinosus är en myrart som beskrevs av Auguste-Henri Forel 1892. Leptothorax retusispinosus ingår i släktet smalmyror, och familjen myror. Inga underarter finns listade i Catalogue of Life.